# هنري كافيل
هنري وليام دالغليش كاڤيل (بالإنجليزية: Henry William Dalgliesh Cavill)‏ هو ممثل بريطاني من مواليد 5 مايو/أيار، 1983. ظهر في أفلام كونت مونتي كريستو وستاردست والمخلدون، ولعب دور تشارلز براندون، الدوق الأول لسوفولك، في مسلسل أسرة تيودور، من 2007 حتى 2010.
كسب كاڤيل شهرة عالمية لتجسيده دور سوبرمان في عالم دي سي السينمائي، حيث مثل في رجل من حديد (2013) وباتمان ضد سوبرمان: فجر العدالة (2016) وفرقة العدالة (2017). ثم شارك في فيلم التجسس مهمة مستحيلة: سقوط. كما شارك في السلسلة التي أنتجتها نتفلكس والتي تسمى ذا ويتشر ولعب فيها كاڤيل دور ذا ويتشر: جيرالت من ريفيا.

## نشأته
ولد كاڤيل في جزيرة جيرزي في جزر القنال الإنجليزي. الولد الرابع من أصل خمسة. أمه، ماريان، تعمل كسكرتيرة في أحد البنوك، ووالده، كولن، كسمسار بورصة. تلقى تعليمه في مدرسة سانت مايكل التحضيرية في جيرزي قبل أن يرتاد مدرسة داخلية في باكينجهامشير، إنجلترا. بدأ كافيل التمثيل في المسرحيات المدرسية خلال المدرسة الإعدادية، وقال انه لو لم يصبح ممثلاً، لأنضم للجيش أو ذهب للجامعة لدراسة التاريخ قديم، تحديداً علم المصريات.

## أعماله
| السنة | العنوان الأصلي                     | العنوان بالعربي                 | الدور                | ملاحظات             |
| ----- | ---------------------------------- | ------------------------------- | -------------------- | ------------------- |
| 2001  | Laguna                             | لاغونا                          | توماس أبريا          |                     |
| 2002  | The Count of Monte Cristo          | كونت مونتي كريستو               | ألبرت مونديغو        |                     |
| 2002  | Goodbye, Mr. Chips                 | وداعا يا سيد شيبس               | الجندي كولي          | فيلم تلفزيوني       |
| 2003  | I Capture the Castle               | أنا أسيطر على القلعة            | ستيفن كولي           |                     |
| 2005  | Hellraiser: Hellworld              | هيلريزر: هيل وورلد              | مايك                 | مباشرة إلى دي في دي |
| 2006  | Tristan & Isolde                   | تريستان وإيسلود                 | ميليت                |                     |
| 2006  | Red Riding Hood                    | ذات الرداء الأحمر               | الصياد               |                     |
| 2007  | Stardust                           | ستاردست                         | همفري                |                     |
| 2009  | Whatever Works                     | أي شيء يعمل                     | راندي لي جيمس        |                     |
| 2009  | Blood Creek                        | بلود كرييك                      | ايفان مارشال         |                     |
| 2011  | Immortals                          | المخلدون                        | ثيسيوس               |                     |
| 2012  | The Cold Light of Day              | النور الباردة لليوم             | ويل شو               |                     |
| 2013  | Man of Steel                       | رجل من حديد                     | كلارك كينت / سوبرمان |                     |
| 2015  | .The Man from U.N.C.L.E            | الرجل من يو.إن.سي.إل.إي.        | نابليون سولو         |                     |
| 2016  | Batman v Superman: Dawn of Justice | باتمان ضد سوبرمان : فجر العدالة | كلارك كينت / سوبرمان |                     |
| 2017  | Sand Castle                        | قلعة رملية                      | الكابتن سيفيرسون     |                     |
| 2017  | Justice League                     | فرقة العدالة                    | كلارك كينت / سوبرمان |                     |
| 2018  | Mission: Impossible – Fallout      | مهمة مستحيلة: سقوط              | اوغاست واكر          |                     |
| 2018  | Nomis                              | صياد الليل                      | والتر مارشال         |                     |
| 2020  | Enola Holmes                       | إينولا هولمز                    | شارلوك هولمز         |                     |
| 2022  | Enola Holmes 2                     | إينولا هولمز 2                  | شارلوك هولمز         |                     |
| 2025  | In the Grey                        | في المنطقة الرمادية             |                      | فيلم قادم           |

| السنة       | العنوان الأصلي                 | العنوان بالعربي    | الدور          | ملاحظات                         |
| ----------- | ------------------------------ | ------------------ | -------------- | ------------------------------- |
| 2002        | The Inspector Lynley Mysteries | أسرار المفتش لينلي | تشاس كولتير    | حلقة: "Well-Schooled in Murder" |
| 2003        | Midsomer Murders               | جرائم مدسامر       | سايمون ميفيلد  | حلقة: "The Green Man"           |
| 2007–2010   | The Tudors                     | أسرة تيودور        | تشارلز براندون | دور رئيسي                       |
| 2019–الحاضر | The Witcher                    | ذا ويتشر           | جيرلت من ريفيا | دور رئيسي                       |

### العاب الفيديو
| السنة | العنوان الأصلي | الدور       | ملاحظات |
| ----- | -------------- | ----------- | ------- |
| غ/م   | Squadron 42    | ريان انرايت |         |

## وصلات خارجية
- هنري كافيل على موقع IMDb (الإنجليزية)
- هنري كافيل على موقع ميتاكريتيك (الإنجليزية)
- هنري كافيل على موقع روتن توميتوز (الإنجليزية)
- هنري كافيل على موقع مونزينجر (الألمانية)
- هنري كافيل على موقع قاعدة بيانات الأفلام العربية
- هنري كافيل على موقع ألو سيني (الفرنسية)
- هنري كافيل على موقع رولينغ ستون (الإنجليزية)
- هنري كافيل على موقع تيرنر كلاسيك موفيز (الإنجليزية)
- هنري كافيل على موقع أول موفي (الإنجليزية)
- هنري كافيل على موقع بوكس أوفيس موجو (الإنجليزية)